# Rise to Fall
I Rise to Fall sono un gruppo musicale melodic death metal spagnolo della Biscaglia. Il gruppo si è formato nel 2006.

## Formazione
- Dalay Tarda (Voce)
- Hugo (Chitarra)
- Javi (Basso)
- Txamo (Batteria)
- Dann Hoyos (Chitarra)

## Discografia
- Restore The Balance (Coroner Records / Nonstop Music Records) - 2010
- Defying The Gods  (Coroner Records / Soulfood) - 2012
- End VS Beginning (Coroner Records) - 2015
- Into Zero - 2018